# دايجو إيماي
دايجو إيماي (باليابانية: 今井 大悟) (19 فبراير 1984 في كوراشيكي في اليابان – )؛ هو لاعب كرة قدم ياباني سابق كان يلعب كلاعب وسط.

## وصلات خارجية
- دايجو إيماي على موقع رابطة كرة القدم اليابانية للمحترفين (اليابانية)
- دايجو إيماي على موقع Soccerway.com (الإنجليزية)